# The Captain Is a Lady
The Captain Is a Lady é um filme de comédia produzido nos Estados Unidos, dirigido por Robert B. Sinclair e lançado em 1940.